# Davis Cup 2017
2017 wurde der Davis Cup zum 106. Mal ausgetragen. 16 Mannschaften spielten in der Weltgruppe um den Titel.

## Teilnehmer

### Weltgruppe
| - Argentinien - Australien - Belgien - Deutschland | - Frankreich - Großbritannien - Italien - Japan | - Kanada - Kroatien - Russland - Schweiz | - Serbien - Spanien - Tschechien - Vereinigte Staaten |

### Kontinentalgruppe I

#### Amerikazone
| - Brasilien - Chile | - Ecuador - Kolumbien | - Dominikanische Republik - Peru |  |

#### Europa-/Afrikazone
| - Israel - Niederlande - Österreich | - Polen - Portugal - Rumänien | - Slowakei - Ukraine - Ungarn | - Bosnien und Herzegowina - Belarus |

#### Ozeanien-/Asienzone
| - Indien - Kasachstan | - Südkorea - Neuseeland | - Usbekistan - Chinesisch Taipeh | - Volksrepublik China |

### Kontinentalgruppe II

#### Amerikazone
| - Bahamas - Barbados | - Bolivien - El Salvador | - Guatemala - Mexiko | - Paraguay - Venezuela |

#### Europa-/Afrikazone
| - Dänemark - Estland - Finnland - Georgien | - Lettland - Litauen - Madagaskar - Marokko | - Monaco - Norwegen - Schweden - Slowenien | - Südafrika - Tunesien - Türkei - Zypern |

#### Ozeanien-/Asienzone
| - Hongkong - Indonesien | - Iran - Kuwait | - Pakistan - Philippinen | - Thailand - Vietnam |

## Das Turnier

### Weltgruppe
|  | 1. Runde 3.–5. Februar | 1. Runde 3.–5. Februar | 1. Runde 3.–5. Februar |                    |            | Viertelfinale 7.–9. April | Viertelfinale 7.–9. April | Viertelfinale 7.–9. April |  |  | Halbfinale 15.–17. September | Halbfinale 15.–17. September | Halbfinale 15.–17. September |  |  | Finale 24.–26. November | Finale 24.–26. November | Finale 24.–26. November |
|  |                        |                        |                        |                    |            |                           |                           |                           |  |  |                              |                              |                              |  |  |                         |                         |                         |
|  | Argentinien            | Argentinien            | 2                      |                    |            |                           |                           |                           |  |  |                              |                              |                              |  |  |                         |                         |                         |
|  | Italien                | Italien                | 3                      |                    |            |                           |                           |                           |  |  |                              |                              |                              |  |  |                         |                         |                         |
|  | Italien                | Italien                | 3                      | Italien            | Italien    | 2                         |                           |                           |  |  |                              |                              |                              |  |  |                         |                         |                         |
|  |                        |                        |                        | Italien            | Italien    | 2                         |                           |                           |  |  |                              |                              |                              |  |  |                         |                         |                         |
|  |                        |                        | Belgien                | Belgien            | 3          |                           |                           |                           |  |  |                              |                              |                              |  |  |                         |                         |                         |
|  | Belgien                | Belgien                | Belgien                | Belgien            | 3          | 4                         |                           |                           |  |  |                              |                              |                              |  |  |                         |                         |                         |
|  | Belgien                | Belgien                |                        |                    |            | 4                         |                           |                           |  |  |                              |                              |                              |  |  |                         |                         |                         |
|  | Deutschland            | Deutschland            | 1                      |                    |            |                           |                           |                           |  |  |                              |                              |                              |  |  |                         |                         |                         |
|  | Deutschland            | Deutschland            | 1                      | Belgien            | Belgien    | 3                         |                           |                           |  |  |                              |                              |                              |  |  |                         |                         |                         |
|  |                        |                        |                        | Belgien            | Belgien    | 3                         |                           |                           |  |  |                              |                              |                              |  |  |                         |                         |                         |
|  |                        | Australien             | Australien             | 2                  |            |                           |                           |                           |  |  |                              |                              |                              |  |  |                         |                         |                         |
|  | Tschechien             | Australien             | Australien             | 2                  | Tschechien | 1                         |                           |                           |  |  |                              |                              |                              |  |  |                         |                         |                         |
|  | Tschechien             |                        |                        |                    | Tschechien | 1                         |                           |                           |  |  |                              |                              |                              |  |  |                         |                         |                         |
|  | Australien             | Australien             | 4                      |                    |            |                           |                           |                           |  |  |                              |                              |                              |  |  |                         |                         |                         |
|  | Australien             | Australien             | 4                      | Australien         | Australien | 3                         |                           |                           |  |  |                              |                              |                              |  |  |                         |                         |                         |
|  |                        |                        |                        | Australien         | Australien | 3                         |                           |                           |  |  |                              |                              |                              |  |  |                         |                         |                         |
|  |                        |                        | Vereinigte Staaten     | Vereinigte Staaten | 2          |                           |                           |                           |  |  |                              |                              |                              |  |  |                         |                         |                         |
|  | Schweiz                | Schweiz                | Vereinigte Staaten     | Vereinigte Staaten | 2          | 0                         |                           |                           |  |  |                              |                              |                              |  |  |                         |                         |                         |
|  | Schweiz                | Schweiz                |                        |                    |            |                           |                           |                           |  |  |                              |                              |                              |  |  |                         |                         |                         |
|  | Vereinigte Staaten     | Vereinigte Staaten     | 5                      |                    |            |                           |                           |                           |  |  |                              |                              |                              |  |  |                         |                         |                         |
|  | Vereinigte Staaten     | Vereinigte Staaten     | 5                      | Belgien            | Belgien    | 2                         |                           |                           |  |  |                              |                              |                              |  |  |                         |                         |                         |
|  |                        |                        |                        |                    |            |                           |                           |                           |  |  |                              |                              |                              |  |  |                         |                         |                         |
|  |                        | Frankreich             | Frankreich             | 3                  |            |                           |                           |                           |  |  |                              |                              |                              |  |  |                         |                         |                         |
|  | Japan                  | Frankreich             | Frankreich             | 3                  | Japan      | 1                         |                           |                           |  |  |                              |                              |                              |  |  |                         |                         |                         |
|  | Japan                  |                        |                        |                    | Japan      | 1                         |                           |                           |  |  |                              |                              |                              |  |  |                         |                         |                         |
|  | Frankreich             | Frankreich             | 4                      |                    |            |                           |                           |                           |  |  |                              |                              |                              |  |  |                         |                         |                         |
|  | Frankreich             | Frankreich             | 4                      | Frankreich         | Frankreich | 4                         |                           |                           |  |  |                              |                              |                              |  |  |                         |                         |                         |
|  |                        |                        |                        | Frankreich         | Frankreich | 4                         |                           |                           |  |  |                              |                              |                              |  |  |                         |                         |                         |
|  |                        |                        | Großbritannien         | Großbritannien     | 1          |                           |                           |                           |  |  |                              |                              |                              |  |  |                         |                         |                         |
|  | Kanada                 | Kanada                 | Großbritannien         | Großbritannien     | 1          | 2                         |                           |                           |  |  |                              |                              |                              |  |  |                         |                         |                         |
|  | Kanada                 | Kanada                 |                        |                    |            | 2                         |                           |                           |  |  |                              |                              |                              |  |  |                         |                         |                         |
|  | Großbritannien         | Großbritannien         | 3                      |                    |            |                           |                           |                           |  |  |                              |                              |                              |  |  |                         |                         |                         |
|  | Großbritannien         | Großbritannien         | 3                      | Frankreich         | Frankreich | 3                         |                           |                           |  |  |                              |                              |                              |  |  |                         |                         |                         |
|  |                        |                        |                        | Frankreich         | Frankreich | 3                         |                           |                           |  |  |                              |                              |                              |  |  |                         |                         |                         |
|  |                        | Serbien                | Serbien                | 1                  |            |                           |                           |                           |  |  |                              |                              |                              |  |  |                         |                         |                         |
|  | Russland               | Serbien                | Serbien                | 1                  | Russland   | 0                         |                           |                           |  |  |                              |                              |                              |  |  |                         |                         |                         |
|  | Russland               |                        |                        |                    |            |                           |                           |                           |  |  |                              |                              |                              |  |  |                         |                         |                         |
|  | Serbien                | Serbien                | 4                      |                    |            |                           |                           |                           |  |  |                              |                              |                              |  |  |                         |                         |                         |
|  | Serbien                | Serbien                | 4                      | Serbien            | Serbien    | 4                         |                           |                           |  |  |                              |                              |                              |  |  |                         |                         |                         |
|  |                        |                        |                        | Serbien            | Serbien    | 4                         |                           |                           |  |  |                              |                              |                              |  |  |                         |                         |                         |
|  |                        |                        | Spanien                | Spanien            | 1          |                           |                           |                           |  |  |                              |                              |                              |  |  |                         |                         |                         |
|  | Spanien                | Spanien                | Spanien                | Spanien            | 1          | 3                         |                           |                           |  |  |                              |                              |                              |  |  |                         |                         |                         |
|  | Spanien                | Spanien                |                        |                    |            |                           |                           |                           |  |  |                              |                              |                              |  |  |                         |                         |                         |
|  | Kroatien               | Kroatien               | 2                      |                    |            |                           |                           |                           |  |  |                              |                              |                              |  |  |                         |                         |                         |

#### Achtelfinale
| Datum         | Heimmannschaft     | Ergebnis | Gastmannschaft | Ort               |
| ------------- | ------------------ | -------- | -------------- | ----------------- |
| 3.–5. Februar | Argentinien        | 2:3      | Italien        | Buenos Aires      |
| 3.–5. Februar | Deutschland        | 1:4      | Belgien        | Frankfurt am Main |
| 3.–5. Februar | Australien         | 4:1      | Tschechien     | Kooyong           |
| 3.–5. Februar | Vereinigte Staaten | 5:0      | Schweiz        | Birmingham        |
| 3.–5. Februar | Japan              | 1:4      | Frankreich     | Tokio             |
| 3.–5. Februar | Kanada             | 2:3      | Großbritannien | Ottawa            |
| 3.–5. Februar | Serbien            | 4:0      | Russland       | Niš               |
| 3.–5. Februar | Kroatien           | 2:3      | Spanien        | Osijek            |

#### Viertelfinale
| Datum       | Heimmannschaft | Ergebnis | Gastmannschaft     | Ort       |
| ----------- | -------------- | -------- | ------------------ | --------- |
| 7.–9. April | Belgien        | 3:2      | Italien            | Charleroi |
| 7.–9. April | Australien     | 3:2      | Vereinigte Staaten | Brisbane  |
| 7.–9. April | Frankreich     | 4:1      | Großbritannien     | Rouen     |
| 7.–9. April | Serbien        | 4:1      | Spanien            | Belgrad   |

#### Halbfinale
| Datum             | Heimmannschaft | Ergebnis | Gastmannschaft | Ort     |
| ----------------- | -------------- | -------- | -------------- | ------- |
| 15.–17. September | Belgien        | 3:2      | Australien     | Brüssel |
| 15.–17. September | Frankreich     | 3:1      | Serbien        | Lille   |

#### Finale
| Frankreich                                                                                       | Finale | Belgien                                                                               |
| ------------------------------------------------------------------------------------------------ | --- | ------------------------------------------------------------------------------------- |
| Team Jo-Wilfried Tsonga Lucas Pouille Richard Gasquet Pierre-Hugues Herbert Kapitän Yannick Noah | Datum: 24. bis 26. November 2017 Ort: Stade Pierre-Mauroy, Villeneuve-d’Ascq (Frankreich) Belag: Hartplatz (Halle) \| Freitag, 24. November 2017 \| \| \| \| Lucas Pouille \| 5:7, 3:6, 1:6 \| David Goffin \| \| Jo-Wilfried Tsonga \| 6:3, 6:2, 6:1 \| Steve Darcis \| \| Samstag, 25. November 2017 \| \| \| \| Richard Gasquet Pierre-Hugues Herbert \| 6:1, 3:6, 7:62, 6:4 \| Ruben Bemelmans Joris De Loore \| \| Sonntag, 26. November 2017 \| \| \| \| Jo-Wilfried Tsonga \| 6:75, 3:6, 2:6 \| David Goffin \| \| Lucas Pouille \| 6:3, 6:1, 6:0 \| Steve Darcis \| Resultat: 3:2 | Team David Goffin Steve Darcis Ruben Bemelmans Joris De Loore Kapitän Johan van Herck |
| Freitag, 24. November 2017                                                                       | |                                                                                       |
| Lucas Pouille                                                                                    | 5:7, 3:6, 1:6 | David Goffin                                                                          |
| Jo-Wilfried Tsonga                                                                               | 6:3, 6:2, 6:1 | Steve Darcis                                                                          |
| Samstag, 25. November 2017                                                                       | |                                                                                       |
| Richard Gasquet Pierre-Hugues Herbert                                                            | 6:1, 3:6, 7:62, 6:4 | Ruben Bemelmans Joris De Loore                                                        |
| Sonntag, 26. November 2017                                                                       | |                                                                                       |
| Jo-Wilfried Tsonga                                                                               | 6:75, 3:6, 2:6 | David Goffin                                                                          |
| Lucas Pouille                                                                                    | 6:3, 6:1, 6:0 | Steve Darcis                                                                          |

### Kontinentalgruppe I

#### Amerikazone

##### Erste Runde
| Datum         | Heimmannschaft          | Ergebnis | Gastmannschaft | Spielort      |
| ------------- | ----------------------- | -------- | -------------- | ------------- |
| 3.–5. Februar | Ecuador                 | 5:0      | Peru           | Guayaquil     |
| 3.–5. Februar | Dominikanische Republik | 0:5      | Chile          | Santo Domingo |

- Brasilien und Kolumbien kamen per Freilos in die nächste Runde.

##### Zweite Runde
| Datum       | Heimmannschaft | Ergebnis | Gastmannschaft | Spielort |
| ----------- | -------------- | -------- | -------------- | -------- |
| 7.–9. April | Ecuador        | 0:5      | Brasilien      | Ambato   |
| 7.–9. April | Kolumbien      | 3:1      | Chile          | Medellín |

- Brasilien und Kolumbien qualifizierten sich für die Weltgruppen-Relegation.

#### Europa-/Afrikazone

##### Erste Runde
| Datum         | Heimmannschaft          | Ergebnis | Gastmannschaft | Spielort |
| ------------- | ----------------------- | -------- | -------------- | -------- |
| 3.–5. Februar | Bosnien und Herzegowina | 5:0      | Polen          | Zenica   |
| 3.–5. Februar | Belarus                 | 3:2      | Rumänien       | Minsk    |
| 3.–5. Februar | Portugal                | 5:0      | Israel         | Lissabon |

- Die Niederlande, die Slowakei, Österreich, die Ukraine und Ungarn kamen jeweils per Freilos in die nächste Runde.

##### Zweite Runde
| Datum         | Heimmannschaft          | Ergebnis | Gastmannschaft | Spielort   |
| ------------- | ----------------------- | -------- | -------------- | ---------- |
| 3.–5. Februar | Slowakei                | 1:3      | Ungarn         | Bratislava |
| 7.–9. April   | Bosnien und Herzegowina | 1:3      | Niederlande    | Zenica     |
| 7.–9. April   | Belarus                 | 3:1      | Österreich     | Minsk      |
| 7.–9. April   | Portugal                | 4:1      | Ukraine        | Lissabon   |

- Ungarn, die Niederlande, Belarus und Portugal qualifizierten sich für die Relegation zur Weltgruppe

#### Ozeanien-/Asienzone

##### Erste Runde
| Datum           | Heimmannschaft    | Ergebnis | Gastmannschaft      | Spielort  |
| --------------- | ----------------- | -------- | ------------------- | --------- |
| 3.–5. Februar   | Südkorea          | 1:3      | Usbekistan          | Gimcheon  |
| 3.–5. Februar   | Indien            | 4:1      | Neuseeland          | Pune      |
| 17.–19. Februar | Chinesisch Taipeh | 0:5      | Volksrepublik China | Kaohsiung |

- Kasachstan kam per Freilos in die nächste Runde.

##### Zweite Runde
| Datum       | Heimmannschaft | Ergebnis | Gastmannschaft      | Spielort  |
| ----------- | -------------- | -------- | ------------------- | --------- |
| 7.–9. April | Kasachstan     | 4:1      | Volksrepublik China | Astana    |
| 7.–9. April | Indien         | 4:1      | Usbekistan          | Bangalore |

- Kasachstan und Indien qualifizierten sich für die Relegation zur Weltgruppe

### Weltgruppen-Relegation
| Datum             | Heimmannschaft | Ergebnis | Gastmannschaft | Ort         |
| ----------------- | -------------- | -------- | -------------- | ----------- |
| 15.–17. September | Kasachstan     | 3:2      | Argentinien    | Astana      |
| 15.–17. September | Kolumbien      | 1:4      | Kroatien       | Bogotá      |
| 15.–17. September | Schweiz        | 3:2      | Belarus        | Biel/Bienne |
| 15.–17. September | Niederlande    | 3:2      | Tschechien     | Den Haag    |
| 15.–17. September | Portugal       | 2:3      | Deutschland    | Lissabon    |
| 15.–17. September | Japan          | 3:1      | Brasilien      | Osaka       |
| 15.–17. September | Ungarn         | 3:1      | Russland       | Budapest    |
| 15.–17. September | Kanada         | 3:2      | Indien         | Edmonton    |